# Corhiza complexa
Corhiza complexa är en nässeldjursart som först beskrevs av Nutting 1905.  Corhiza complexa ingår i släktet Corhiza och familjen Halopterididae. Inga underarter finns listade i Catalogue of Life.